# یون گه‌سومون (مجموعه تلویزیونی)
یون گه‌سومون (کره‌ای: 연개소문) یک مجموعه تلویزیونی محصول کره جنوبی در سال ۲۰۰۶ است. لی ته گون در نقش اصلی همراه با هوانگ این یونگ، لی جونگ-گیل و سون ته-یونگ از جمله بازیگران این مجموعه هستند. این سریال به کارگردانی لی جونگ هان، زندگی یون گه‌سومون، یک دیکتاتور نظامی قدرتمند را در روزهای رو به زوال امپراتوری گوگوریو دنبال می‌کند. اولین بار در ۱ ژوئن ۲۰۰۶ از شبکه اس‌بی‌اس پخش شد و به مدت ۱۰۰ قسمت در روزهای شنبه و یکشنبه در ساعت ۲۰:۴۵ تا ۱۷ ژوئن ۲۰۰۷ پخش شد. بودجه این سریال ۴۰ میلیارد وون کره جنوبی بود.

## خلاصه داستان
یون گه‌سومون یک نظامی و ژنرالی قدرتمند بود. در ۶۴۲، او پس از خودکشی یونگ‌نیو پادشاه گوگوریو، برادرزاده یونگ‌نیو، بوجانگ را به عنوان جانشین خود بر تاج و تخت نشاند. تلاش های او برای آرام کردن دو پسر یون چندان موفق نبود. سپس او شروع به سرکوب بودیسم، مذهب رسمی گوگوریو به نفع تائوئیسم کرد.

## بازیگران
- یو دونگ‌گون در نقش یون گه‌سومون
  - لی ته‌گون در نقش جوانی یون گه‌سومون
  - ایون وون-جائه در نقش کودکی یون گه‌سومون
- چوی جونگ‌هوان در نقش پادشاه یونگ‌نیو
- سو این‌سوک در نقش امپراطور تای‌زونگ
- لی هیو‌جونگ در نقش پادشاه یونگ‌یانگ
- لی جونگ‌گیل در نقش ژنرال اولجی موندوک
- کی سی‌وون در نقش ژنرال کانگ لی شیک
- شین دونگ‌هون در نقش ژنرال یانگ مانچون